# Amado Palacios
Amado Palacios Rendón (Ciudad de México; 12 de febrero de 1941-9 de febrero de 2025) fue un futbolista mexicano que jugaba de portero. El entonces entrenador Jorge Marik en Cruz Azul le puso el sobrenombre de "Tarzán" por su habilidad para saltar.

## Trayectoria
Recibió su primer contrato en 1957 con el Club Necaxa, donde no pasó del rol de suplente. Con la perspectiva de jugar en Primera División, aceptó la oferta del equipo ascendido en 1964, Cruz Azul, del pequeño pueblo de Jasso en el estado de Hidalgo.
Después de ganar el título de liga con Cruz Azul, se mudó al club capitalino América, con quien ganó otro título en 1970-71 y la Copa México tres años después. Al finalizar 1974, iba a ser vendido a Tiburones Rojos de Veracruz.
Ya se había mudado a su residencia en la ciudad portuaria de Veracruz, cuando surgieron desacuerdos entre los dos clubes, lo que provocó que no se le permitiera jugar en absoluto en la campaña 1974-75. Estuvo en 1975 al servicio del Atlético Potosino para luego finalizar su carrera con los Cañeros de Zacatepec.

## Selección nacional
Dio el salto a la selección nacional y disputó tres partidos internacionales contra Jamaica (2-0), Costa Rica (0-2) y Guatemala (0-1) en Costa Rica 1969, como parte del Campeonato de Naciones de la Concacaf.

### Participaciones en Campeonatos Concacaf
| Copa                                          | Sede       | Resultado    | Part. |
| --------------------------------------------- | ---------- | ------------ | ----- |
| Campeonato de Naciones de la Concacaf de 1969 | Costa Rica | Cuarto lugar | 3     |

## Clubes
| Club              | País   | Año       |
| ----------------- | ------ | --------- |
| Necaxa            | México | 1957-1964 |
| Cruz Azul         | México | 1964-1969 |
| América           | México | 1969-1974 |
| Atlético Potosino | México | 1975-1976 |
| Zacatepec         | México | 1976-1977 |

## Palmarés

### Títulos nacionales
| Título               | Equipo    | País   | Año     |
| -------------------- | --------- | ------ | ------- |
| Copa México          | Necaxa    | México | 1959-60 |
| Copa México          | Cruz Azul | México | 1968-69 |
| Primera División     | Cruz Azul | México | 1968-69 |
| Campeón de Campeones | Cruz Azul | México | 1968-69 |
| Primera División     | América   | México | 1970-71 |
| Copa México          | América   | México | 1973-74 |